# Zhang Zhiting
Zhang Zhiting (chiń. 张芷婷; ur. 21 grudnia 1995) – chińska koszykarka, reprezentantka kraju w koszykówce 3×3, brązowa medalistka olimpijska z Tokio 2020, mistrzyni świata i wicemistrzyni Azji.

## Kariera
Z reprezentacją Chin w koszykówce 3×3 uzyskała następujące wyniki:
| Impreza                             | Rok  | Miejsce            | Pozycja    |                      |      |       |         |
| ----------------------------------- | ---- | ------------------ | ---------- | -------------------- | ---- | ----- | ------- |
| Impreza                             | Rok  | Miejsce            | Pozycja    | Igrzyska olimpijskie | 2020 | Tokio | miejsce |
| Mistrzostwa świata w koszykówce 3x3 | 2018 | Bocaue             | 4. miejsce |                      |      |       |         |
| Mistrzostwa świata w koszykówce 3x3 | 2019 | Amsterdam          | miejsce    |                      |      |       |         |
| Mistrzostwa Azji w koszykówce 3x3   | 2018 | Shenzhen           | miejsce    |                      |      |       |         |
| Igrzyska azjatyckie                 | 2018 | Dżakarta-Palembang | miejsce    |                      |      |       |         |